# 春江一也
春江 一也（はるえ かずや、1936年10月9日 - 2014年8月2日 ）は、日本の作家、外交官。

## 略歴
朝鮮京城に生まれる。法政大学経済学部を卒業後、1962年に外務省に入省する。1968年、駐チェコスロバキア大使館在勤中に「プラハの春」に遭遇し、ソ連軍侵攻の第一報を打電する。その後、駐東ドイツ大使館、在ベルリン総領事館、フィリピン在ダバオ出張駐在官事務所（現・在ダバオ総領事館）等に勤務する。
2000年に定年退官し、同年、日比友好と相互理解推進の功績により、ダバオ市議会より名誉市民称号を贈られる。のち参議院議員政策秘書を経て、チェコスロバキア勤務時代の体験をもとにしたドキュメントタッチのサスペンス・ノベル『プラハの春』を出版し、小説家としてデビューする。
2014年8月2日、死去。77歳没。

## 著書
- 『プラハの春』（集英社 1997年／のち文庫） 
「プラハの春」当時、チェコスロバキア日本大使館勤務だった著者の体験談に基づく小説。チェコスロバキアの首都プラハを舞台に、共産主義社会の反体制活動家と、西側外交官の命をかけた愛を描く、壮大なラブ・ロマンス。現代史の1ページ、ささやかな自由を求めて戦った人間たちの悲しみのドラマが展開された小説である。舞台化、ラジオドラマ化もされた。
- 『ベルリンの秋』（集英社 1999年／集英社文庫 2001年）
- 『カリナン』（集英社 2002年／集英社文庫 2005年）
- 『ウィーンの冬』（集英社 2005年／のち文庫）
- 『上海クライシス』（集英社 2007年／のち文庫）
- 『僕が愛した歌声』（ジョルダン 2010年）

## 参考
- 『現代物故者事典 2012〜2014』